# Тони Холидей
Тони Холидей (при рождении Rolf Peter Knigge; 24 февраля 1951, Гамбург — 14 февраля 1990, Лозанна) — немецкий поэт-песенник и певец, исполнитель шлягеров.

## Биография
Холидей вначале занимался торговой деятельностью по продаже текстиля и был дизайнером одежды.
Первые песни в его исполнении не принесли успеха. Прорыв произошёл в 1977 году, благодаря суперхиту «Tanze Samba mit mir» (немецкоязычная версия песни Рафаэллы Карры «A far l’amore comincia tu»), который на протяжении недель занимал одно из первых мест в хит-парадах. Последующие песни пользовались меньшей популярностью.
Холидей вёл тайную гомосексуальную жизнь и умер от СПИДа в 1990 году.

## Наиболее успешные песни
- 1975 Du hast mich heut' noch nicht geküsst
- 1976 Monte Carlo
- 1977 Rosy, Rosy
- 1977 Tanze Samba mit mir (D #4, A #19)
- 1978 Disco Lady
- 1978 Es lebe Copacabana
- 1978 Den Appetit kannst du dir holen…doch gegessen wird zuhaus
- 1980 Nie mehr allein sein (D #15)
- 1981 Rio (de Janeiro) (D #62)
- 1983 Dieselben Sterne leuchten
- 1983 Das sagt sich so leicht
- 1984 Urlaubsreif

## Дискография
Альбомы:
- 1977 — «Tanze Samba mit mir» (Потанцуй со мной самбу)
- 1979 — «Rumba o.k.»
- 1980 — «Nie mehr allein sein» (Больше не одинок)
- 2004 — «Tanze Samba mit mir» (Потанцуй со мной самбу)